# Badland

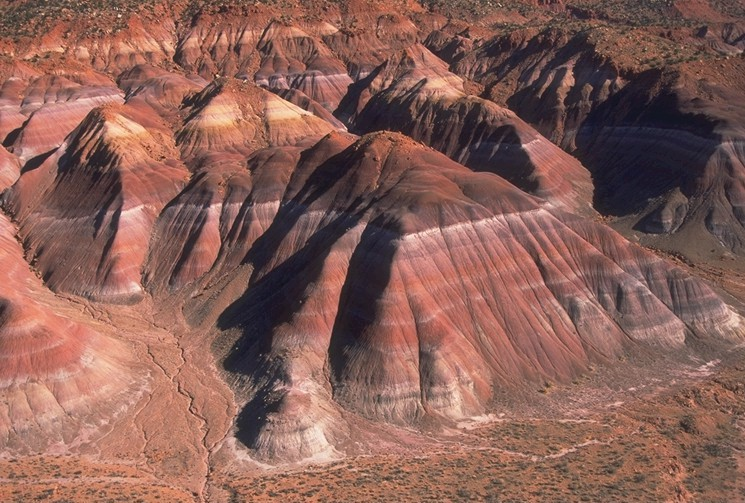
Badland az Egyesült Államok nyugati részén, Utah államban.

A badland (angol: bad land kifejezésből, kb. „rossz föld”) a száraz és félszáraz területek agyagban és homokban gazdag vidékeinek lepusztulásformája. E területeken a ritka eső és az erős szél a talajt lepusztítva hozza létre a badlandeket jellemző formakincset, a kanyonokat, kisebb eróziós völgyeket, horhosokat és a földpiramisokat. E nehezen járható terméketlen vidéket a lakota indiánok makȟóšičának, rossz földnek nevezték, e kifejezés tükörfordítással került az angol nyelvbe. Az angol kifejezést a magyar földrajzi nyelv átvette.
A világ leghíresebb badlandjei Észak-Amerika közép-nyugati tájain találhatóak. A vidéket először bejáró francia telepesek les mauvaises terres à traversernek, csak áthaladásra alkalmas területnek nevezték a kietlen vidéket. E kiterjedt vidékek sci-fi- és westernfilmek hátteréül szolgáltak. Európában Spanyolország és Olaszország déli vidékein terpeszkednek kiterjedt badlandek.

## Fordítás
- Ez a szócikk részben vagy egészben a Badlands című angol Wikipédia-szócikk ezen változatának fordításán alapul.  Az eredeti cikk szerkesztőit annak laptörténete sorolja fel. Ez a jelzés csupán a megfogalmazás eredetét és a szerzői jogokat jelzi, nem szolgál a cikkben szereplő információk forrásmegjelöléseként.